# Allen (Irlande)
 (novembre 2023).
Si vous disposez d'ouvrages ou d'articles de référence ou si vous connaissez des sites web de qualité traitant du thème abordé ici, merci de compléter l'article en donnant les références utiles à sa vérifiabilité et en les liant à la section « Notes et références ».
Allen (en irlandais Alúine) est un village du comté de Kildare en Irlande, situé sur la route R415 entre Kilmeage et Milltown. Le village est dominé par la colline Hill of Allen qui, ces derniers temps, a été marquée par l'exploitation de carrières.
Visible à partir d'une grande partie de Kildare et des comtés environnants, cette colline est considérée comme l'ancien siège de Fionn Mac Cumhaill.

## Histoire
En 722 après J-C, la bataille d'Allen  eut lieu entre les Leinstermen, commandés par leur roi, Murchad mac Brain Mut et les Uí Néill du nord et du sud, commandés par Fergal mac Máele Dúin, avec son fils Aedh Allen et Aedh Laighean, roi de Uí Maine dans le Connacht.

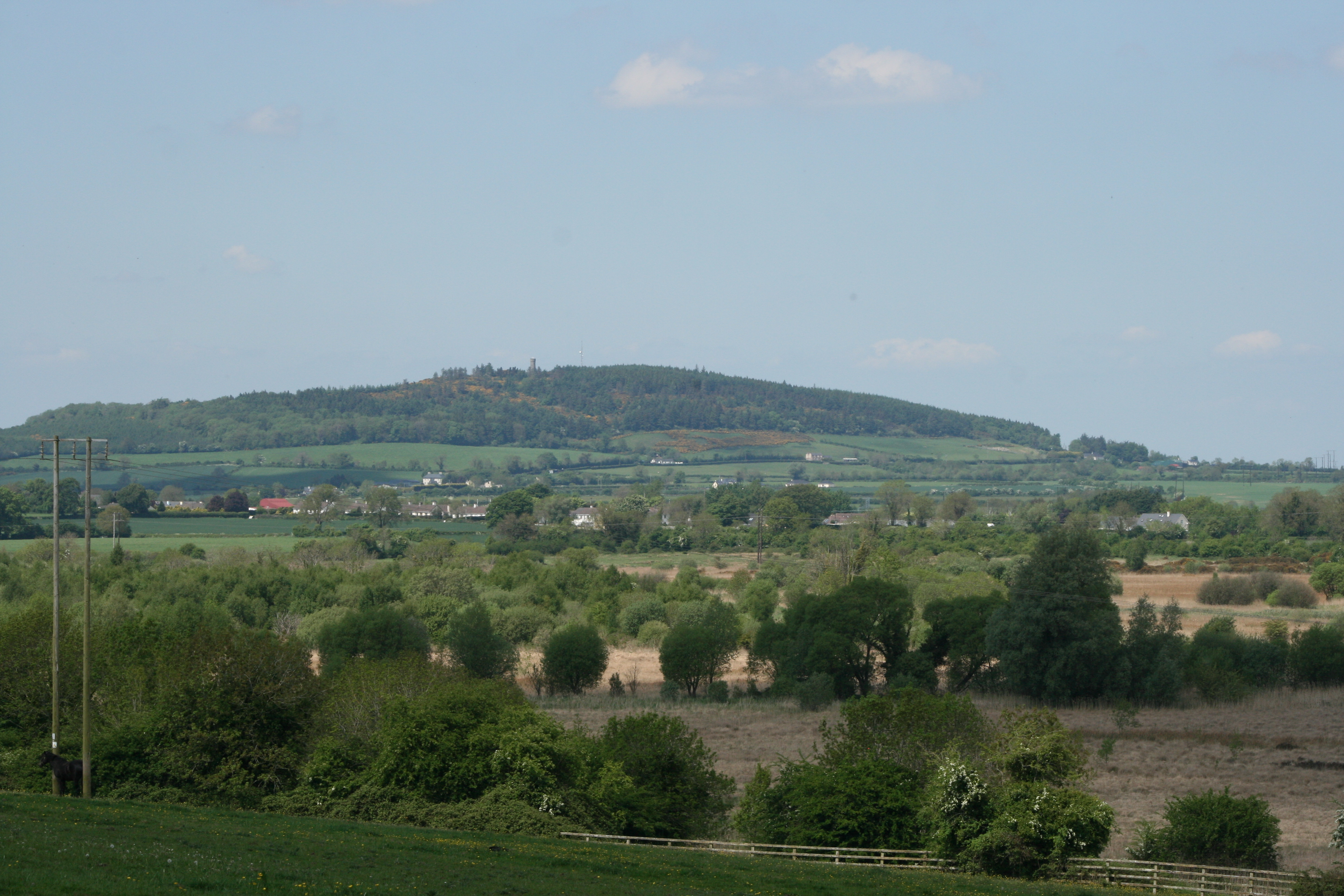
La colline d'Allen.
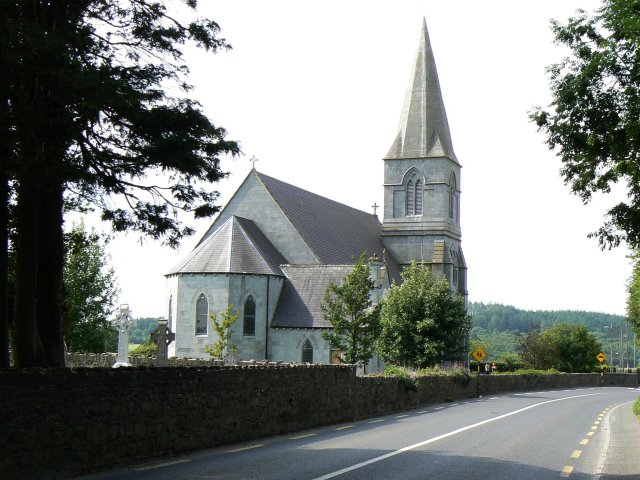
L'église.
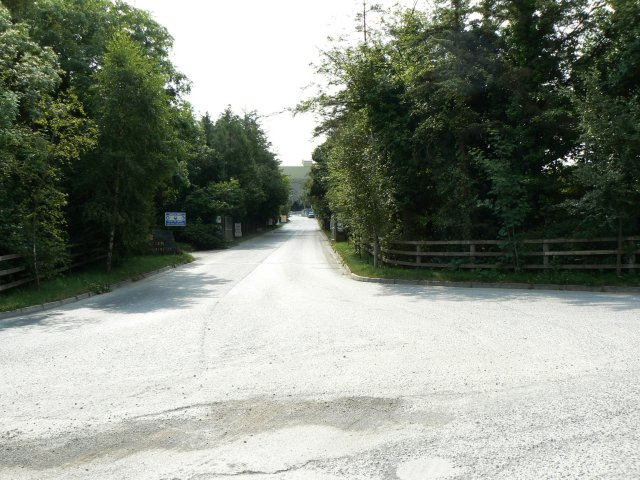
La route menant à la carrière.
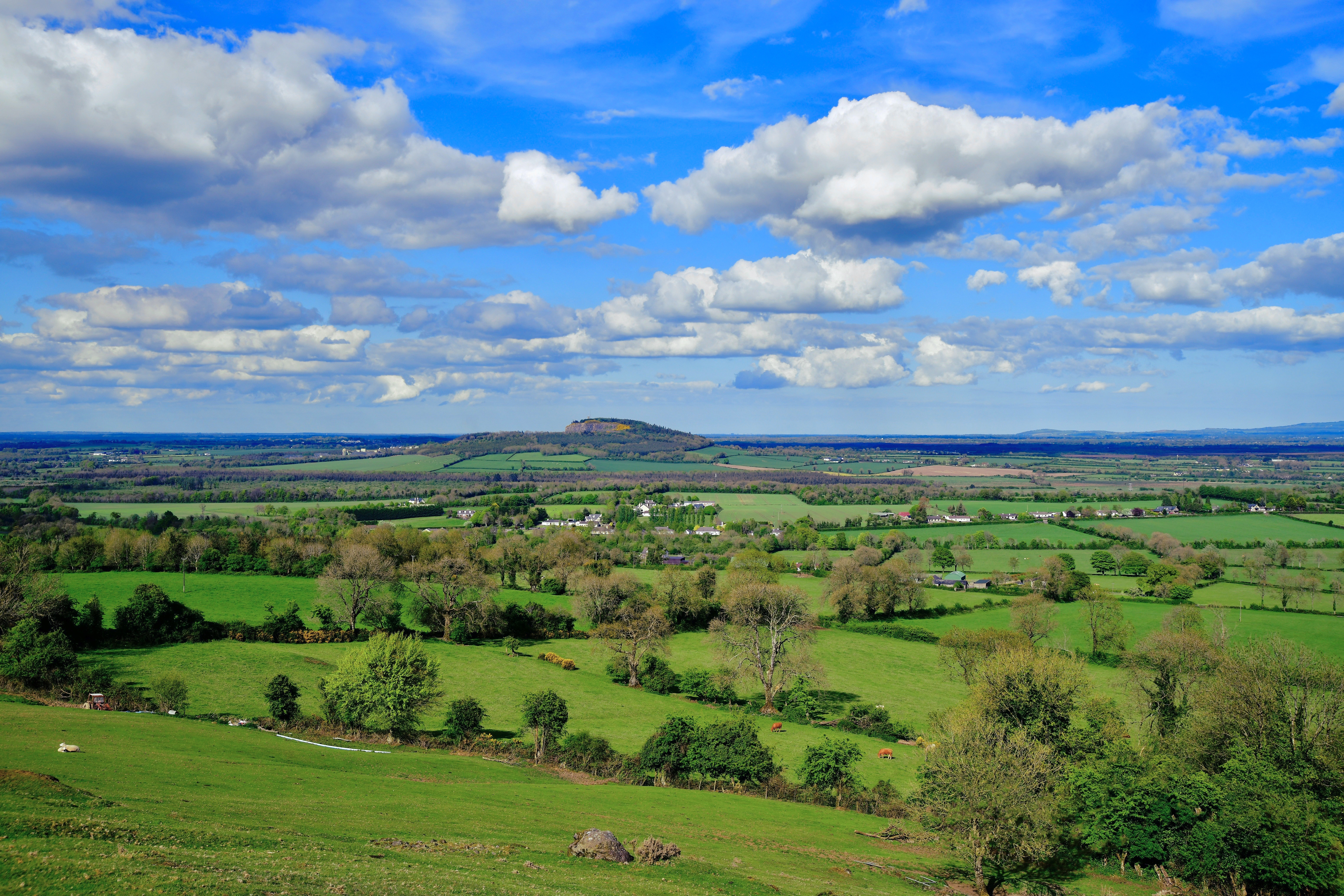
La colline dans la plaine.